# SteelSeries
SteelSeries est une société danoise spécialisée dans la production de périphériques informatiques pour joueurs de jeu vidéo : claviers, souris, casques audio...
L'entreprise possède plusieurs partenariats avec des entreprises de l'industrie vidéoludique, ainsi qu'avec des joueurs professionnels.